# Sukahati (Cilawu)
Sukahati is een bestuurslaag in het regentschap Garut van de provincie West-Java, Indonesië. Sukahati telt 6220 inwoners (volkstelling 2010).